# Эйгель, Ханна
Ханна Эйгель (нем. Hanna Eigel; родилась 20 мая 1939 года в Вене) — бывшая австрийская фигуристка—одиночница,  двукратная чемпионка Европы (1955 и 1957 год), серебряный призёр чемпионата мира (1957 год).
По окончании любительской карьеры в 1958 году Ханна Эйгель очень успешно выступала в профессиональных шоу. В первую очередь в «Wiener Eisrevue», работа в котором приносила ей годовой доход от 40.000 до 50.000 марок. Также Эйгель гастролировала с «Holiday on Ice», вместе со своим мужем шотландским ледовым клоуном — Хами Брауном.

## Спортивные достижения
| Соревнования            | 1954 | 1955 | 1956 | 1957 |
| ----------------------- | ---- | ---- | ---- | ---- |
| Зимние Олимпийские игры |      |      | 5    |      |
| Чемпионаты мира         | 7    | 3    | 5    | 2    |
| Чемпионаты Европы       | 6    | 1    |      | 1    |
| Чемпионат Австрии       | 2    | 2    |      | 1    |